# Akaiwa
Akaiwa (Japans: 赤磐市, Akaiwa-shi) is een stad in de Japanse prefectuur Okayama. Begin 2014 telde de stad 43.289 inwoners.

## Geschiedenis
Op 7 maart 2005 kreeg Akaiwa het statuut van stad (shi). De stad ontstond die dag door het samenvoegen van de gemeenten Akasaka (赤坂町), Kumayama (熊山町), San'yo (山陽町) en Yoshii (吉井町).
Steden:
Akaiwa · Asakuchi · Bizen · Ibara · Kasaoka · Kurashiki · Maniwa · Mimasaka · Niimi · Okayama (hoofdstad) · Setouchi · Soja · Takahashi · Tamano · Tsuyama

Districten:
Aida · Asakuchi · Kaga · Katsuta · Kume · Maniwa · Oda · Tomata · Tsukubo · Wake
Gemeenten per district